# Chavanne
Chavanne ist eine Gemeinde im französischen Département Haute-Saône in der Region Bourgogne-Franche-Comté.

## Geographie
Chavanne liegt auf einer Höhe von 395 m über dem Meeresspiegel, acht Kilometer westlich von Héricourt und etwa zwölf Kilometer nordwestlich der Stadt Montbéliard (Luftlinie). Das Dorf erstreckt sich im Westen der Burgundischen Pforte, an leicht erhöhter Lage am südöstlichen Rand eines Beckens zwischen den Höhen des Massif de Saulnot im Norden und des Bois d'Arcey im Süden.
Die Fläche des 2,32 km² großen Gemeindegebiets umfasst einen Abschnitt im Westen der Burgundischen Pforte. Der Hauptteil des Gebietes wird von einem Becken eingenommen, das durchschnittlich auf 370 m liegt und keinen oberirdischen Abfluss aufweist. Im Zentrum des Beckens befindet sich das Moorgebiet Marais de Saulnot. Der Bach Sapoie, der streckenweise die westliche Grenze bildet, sorgt für die Entwässerung nach Süden, versickert jedoch nach kurzer Laufstrecke bei der Tropfsteinhöhle La Baume. Das Gebiet wird überwiegend landwirtschaftlich genutzt (Acker- und Wiesland). Nach Südosten reicht der Gemeindeboden über einen sanft ansteigenden Hang auf den bewaldeten Höhenzug des Bois d'Arcey, auf dem mit 512 m die höchste Erhebung von Chavanne erreicht wird. Dieser Höhenrücken besteht aus einer widerstandsfähigen Kalkschicht der mittleren Jurazeit.
Nachbargemeinden von Chavanne sind Le Vernoy im Osten, Désandans und Villers-sur-Saulnot im Süden sowie Saulnot im Westen.

## Geschichte
Im Mittelalter gehörte Chavanne zur Herrschaft Granges, die im Einflussbereich der Grafen von Montbéliard stand. Zusammen mit der Franche-Comté gelangte das Dorf mit dem Frieden von Nimwegen 1678 definitiv an Frankreich. Bei heftigen Kämpfen während des Zweiten Weltkrieges wurde der Ort 1944 stark in Mitleidenschaft gezogen. Seit 2001 ist Chavanne Mitglied des 20 Ortschaften umfassenden Gemeindeverbandes Communauté de communes du Pays d’Héricourt. Das Dorf besitzt keine eigene Kirche, es gehört zur Pfarrei Saulnot.

## Bevölkerung
| Jahr                       | 1962 | 1968 | 1975 | 1982 | 1990 | 1999 |
| Einwohner                  | 169  | 177  | 175  | 176  | 191  | 202  |
| Quellen: Cassini und INSEE |      |      |      |      |      |      |

Mit 227 Einwohnern (2005) gehört Chavanne zu den kleinen Gemeinden des Département Haute-Saône. Nachdem die Einwohnerzahl in der ersten Hälfte des 20. Jahrhunderts deutlich abgenommen hatte (1886 wurden noch 295 Personen gezählt), wurde seit Beginn der 1980er Jahre wieder ein leichtes Bevölkerungswachstum verzeichnet.

## Wirtschaft und Infrastruktur
Chavanne war bis weit ins 20. Jahrhundert hinein ein vorwiegend durch die Landwirtschaft (Ackerbau, Obstbau und Viehzucht) geprägtes Dorf. Daneben gibt es heute einige Betriebe des lokalen Kleingewerbes. Mittlerweile hat sich das Dorf auch zu einer Wohngemeinde gewandelt. Viele Erwerbstätige sind deshalb Wegpendler, die in den größeren Ortschaften der Umgebung und im Agglomerationsraum Belfort-Montbéliard ihrer Arbeit nachgehen.
Die Ortschaft liegt abseits der größeren Durchgangsachsen nahe der Departementsstraße D9, die von Héricourt nach Villersexel führt. Weitere Straßenverbindungen bestehen mit Villers-sur-Saulnot und Le Vernoy.